# Реци, Ласло
Ласло Реци (венг. Réczi László; 14 июля 1947, Кишкунфеледьхаза, Венгрия) — венгерский борец греко-римского стиля, призёр Олимпийских игр, чемпион мира, призёр чемпионата Европы, семикратный чемпион Венгрии (1971—1976, 1979).

## Биография
Начал заниматься спортом в родном городе, сначала концентрировался на теннисе, даже становился чемпионом города, но вскоре стал заниматься борьбой.  Был замечен на соревнованиях и перебрался в Эгер, где присоединился к клубу Egri Vasas Birkózó Club
В 1971 году в первый раз стал чемпионом Венгрии и занял четвёртое место на чемпионате мира.
На Летних Олимпийских играх 1972 года в Мюнхене боролся в полулёгком весе (до 62 килограммов). Регламент турнира был с начислением штрафных баллов, за чистую победу штрафные баллы не начислялись, за победу с явным преимуществом начислялось 0,5 штрафных балла, за победу по очкам 1 балл, за ничью 2 или 2,5 балла, за поражение с явным преимуществом соперника 3,5 балла и за чистое поражение 4 балла. Борец, набравший 6 штрафных баллов, из турнира выбывал (кроме случаев, когда в той встрече, в которой он перебрал штрафные баллы, он победил) Титул оспаривали 19 борцов.
Выиграв одну и проиграв две встречи, Ласло Реци выбыл из турнира. 
| Выступление на Олимпийских играх 1972 года | Выступление на Олимпийских играх 1972 года | Выступление на Олимпийских играх 1972 года | Выступление на Олимпийских играх 1972 года | Выступление на Олимпийских играх 1972 года | Выступление на Олимпийских играх 1972 года | Выступление на Олимпийских играх 1972 года |
| Круг                                       | Соперник                                   | Страна                                     | Результат                                  | Баллы                                      | Всего баллов                               | Время схватки                              |
| ------------------------------------------ | ------------------------------------------ | ------------------------------------------ | ------------------------------------------ | ------------------------------------------ | ------------------------------------------ | ------------------------------------------ |
| 1                                          | Якоб Таннер                                | Швеция                                     | Победа По очкам                            | -1                                         | -1                                         | 9:00                                       |
| 2                                          | Казимеж Липень                             | Польша                                     | Поражение По очкам                         | -3                                         | -4                                         | 9:00                                       |
| 3                                          | Джамал Мегрелишвили                        | Союз Советских Социалистических Республик  | Поражение По очкам                         | -3                                         | -7                                         | 9:00                                       |

В 1973 году был четвёртым на чемпионате Европы и завоевал бронзовую медаль чемпионата мира. В 1974 году повторил результат как на чемпионате Европы, так и на чемпионате мира. В 1975 году стал трёхкратным бронзовым призёром чемпионата мира, а на чемпионате Европы опустился на пятую ступеньку. 
На Летних Олимпийских играх 1976 года в Монреале боролся в полулёгком весе (до 62 килограммов). Регламент турнира остался в основном прежним. Титул оспаривали 17 борцов.
Для Ласло Реци турнир складывался исключительно удачно: к финальному раунду он лидировал, имея всего два штрафных очка, четыре встречи закончив досрочно, и даже наконец победив своего извечного соперника, явного фаворита Нельсона Давидяна. Однако финальную встречу с Казимежем Липенем безоговорочно, за явным преимуществом, проиграл и это поражение отбросило его даже на третью ступень пьедестала. Ласло Речи объясняет поражение накопившейся к финальным встречам усталостью 
| Выступление на Олимпийских играх 1976 года | Выступление на Олимпийских играх 1976 года | Выступление на Олимпийских играх 1976 года | Выступление на Олимпийских играх 1976 года | Выступление на Олимпийских играх 1976 года | Выступление на Олимпийских играх 1976 года | Выступление на Олимпийских играх 1976 года | Выступление на Олимпийских играх 1976 года |
| Круг                                       | Соперник                                   | Страна                                     | Результат                                  | Счёт                                       | Баллы                                      | Всего баллов                               | Время схватки                              |
| ------------------------------------------ | ------------------------------------------ | ------------------------------------------ | ------------------------------------------ | ------------------------------------------ | ------------------------------------------ | ------------------------------------------ | ------------------------------------------ |
| 1                                          | Голам Реза Гассаб                          | Иран                                       | Победа                                     | Туше                                       | 0                                          | 0                                          | 5:46                                       |
| 2                                          | Гэри Александер                            | Соединённые Штаты Америки                  | Победа                                     | Дисквалификация                            | 0                                          | 0                                          | 5:48                                       |
| 3                                          | Пекка Хьелт                                | Финляндия                                  | Победа                                     | Дисквалификация                            | 0                                          | 0                                          | 8:50                                       |
| 4                                          | Терухико Мияхара                           | Япония                                     | Победа                                     | 8-6                                        | -1                                         | -1                                         | 9:00                                       |
| 5                                          | Нельсон Давидян                            | Союз Советских Социалистических Республик  | Победа                                     | 4-2                                        | -1                                         | -2                                         | 9:00                                       |
| 6                                          | Йон Раун                                   | Румыния                                    | Победа                                     | Травма                                     | 0                                          | -2                                         | 1:25                                       |
| Финал                                      | Казимеж Липень                             | Польша                                     | Поражение                                  | 4-13                                       |                                            |                                            | 12:00                                      |

В 1977 году завоевал звание чемпиона мира и бронзовую медаль чемпионата Европы. В 1978 году на чемпионате мира выбыл в предварительных встречах из-за травмы и оставил карьеру.  
По первой профессии был слесарем. В 1977 году получил степень доктора права, на настоящий момент продолжает работать адвокатом в Кишкунфеледьхазе. Некоторое время был заместителем мэра города. Почётный гражданин Кишкунфеледьхазы  